# 潘子村
潘子村，原名潘師佑（1983年—），綽號阿丹，台灣唯一天鼓打擊樂器製作人。
宜蘭人，輔仁大學哲學系畢業。
高中時期開始與朋友組搖滾樂團，擔任鼓手，對音樂有著深刻音感。
2013年創立 Sine. 天鼓工作室 ，現任Sine. 天鼓工作室負責人。

## 天鼓
天鼓起源於美國及中南美洲等國家，當地人利用廢棄的瓦斯桶進一步加工切割、改造之後，化身成一種獨特的打擊樂器，較為普遍的英文原名是「tank drum」，中文取其諧音為「天鼓」。

## 經歷
2016年，人生故事被收錄在《失意角落: 幸福也可以從這裡開始》-被天鼓滋養　潘師佑。作者：林保寶，出版社 ／ 天下雜誌股份有限公司，ISBN 13 ／9789863981367。
2017年，天鼓特展：《卅冬春演 天鼓特展》，時間：2017/05/01 ~ 2017/08/05，地點：宜蘭市楊士芳紀念林園 展示館。
2018年，SINE. 天鼓參與「臺灣文化創意設計博覽會」。
2019年，所製作的天鼓在「拾念劇集」於國立傳統藝術中心演出的《大神魃．世界之夢》中被使用。
2020年，SINE. 迷你天鼓獲得「金點設計獎」（Golden Pin Design Award）。
2020年，參與在台北松菸舉辦的「JINHO宜蘭敬好生活節」，為入選的18家優質業者之一。
2021年，2月由《創藝多腦河》電視節目邀請，受黃子佼先生採訪。4月21日至4月25日於松山文創園區參加「2021台灣文博會宜蘭縣主題展區－拼一塊美好宜蘭」。
6月11日《台灣光華雜誌》報導創作天鼓的由來。

## 外部連結
1. Sine. 天鼓 工作室 （页面存档备份，存于）官方網站
2. Sine. 天鼓 工作室 （页面存档备份，存于）Facebook專頁